# Gridley (Illinois)
Pour les articles homonymes, voir Gridley.
Gridley est un village du comté de McLean dans l'Illinois, aux États-Unis,. Situé au nord du comté, il est fondé en 1856 et incorporé le 18 novembre 1905.

## Démographie
Lors du recensement de 2010, le village comptait une population de 1 432 habitants. Elle est estimée, en 2016, à 1 427 habitants.

### Source de la traduction
- (en) Cet article est partiellement ou en totalité issu de l’article de Wikipédia en anglais intitulé « Gridley, Illinois » (voir la liste des auteurs).